# Resolutie 616 Veiligheidsraad Verenigde Naties
Resolutie 616 van de Veiligheidsraad van de Verenigde Naties werd unaniem aangenomen op 20 juli 1988.

## Achtergrond
Tussen 1980 en 1988 waren Irak en Iran in een bloedige oorlog verwikkeld. De Amerikaanse marine was aanwezig in de Perzische Golf om olietankers te beschermen. Op 3 juli 1988 was de USS Vincennes in conflict met Iraanse kanonneerboten toen de Iraanse Airbus A300 overvloog. Het schip zag de Airbus aan voor een aanvallende F-14 en vuurde een raket af, die het toestel vernietigde. Daarbij kwamen 290 mensen om het leven. De Verenigde Staten betaalden in 1996 een schadevergoeding aan de nabestaanden, maar namen nooit de verantwoordelijkheid voor het incident op zich.

## Inhoud
De Veiligheidsraad:
- Heeft de brief van Iran in beraad genomen.
- Heeft de verklaring van Iran en van de Verenigde Staten gehoord.
- Is erg verontrust dat een burgervliegtuig, Iran Air-vlucht 655, in vlucht werd neergehaald door een raket van het Amerikaanse oorlogsschip USS Vincennes boven de Straat van Hormuz.
- Benadrukt de nood aan opheldering van de feiten.
- Is erg verontrust door de stijgende spanningen in de Golfregio.

1. Is erg verontrust door het neerhalen van een burgervliegtuig en betreurt de doden.
2. Condoleert de families en vaderlanden van de slachtoffers.
3. Verwelkomt de beslissing van de Internationale Burgerluchtvaartorganisatie om de zaak op vraag van Iran te onderzoeken.
4. Dringt er bij alle partijen van het Verdrag inzake Internationale Burgerluchtvaart op aan om de internationale regels inzake de veiligheid van het vliegverkeer te respecteren, teneinde herhaling te voorkomen.

## Verwante resoluties
- Resolutie 598 Veiligheidsraad Verenigde Naties (1987)
- Resolutie 612 Veiligheidsraad Verenigde Naties
- Resolutie 619 Veiligheidsraad Verenigde Naties
- Resolutie 620 Veiligheidsraad Verenigde Naties

Lijst ·  607 ·  608 ·  609 ·  610 ·  611 ·  612 ·  613 ·  614 ·  615 ·  616 ·  617 ·  618 ·  619 ·  620 ·  621 ·  622 ·  623 ·  624 ·  625 ·  626